# Balatonkiliti
Balatonkiliti est une ancienne municipalité et un quartier situé au sud de Siófok en Hongrie. Il y a été annexé en 1968, et est séparé du centre de la ville par l'autoroute M7.

## Histoire
Dans un document latin de 1082 datant de Laszlo Ier, le village a été mentionné sous le nom de Klety, et dans un autre document daté de 1093, Laszlo Ie confirme les possessions de l'abbaye de Tihany sous le nom de Keletha. Un autre document datant de 1222 le village est mentionné sous le nom de Clety, et en 1303 sous le nom de Lylyty.

## Aérodrome
L'aérodrome de Siófok-Kiliti est situé dans la partie sud de la localité; il est possible d'y pratiquer le parachutisme.

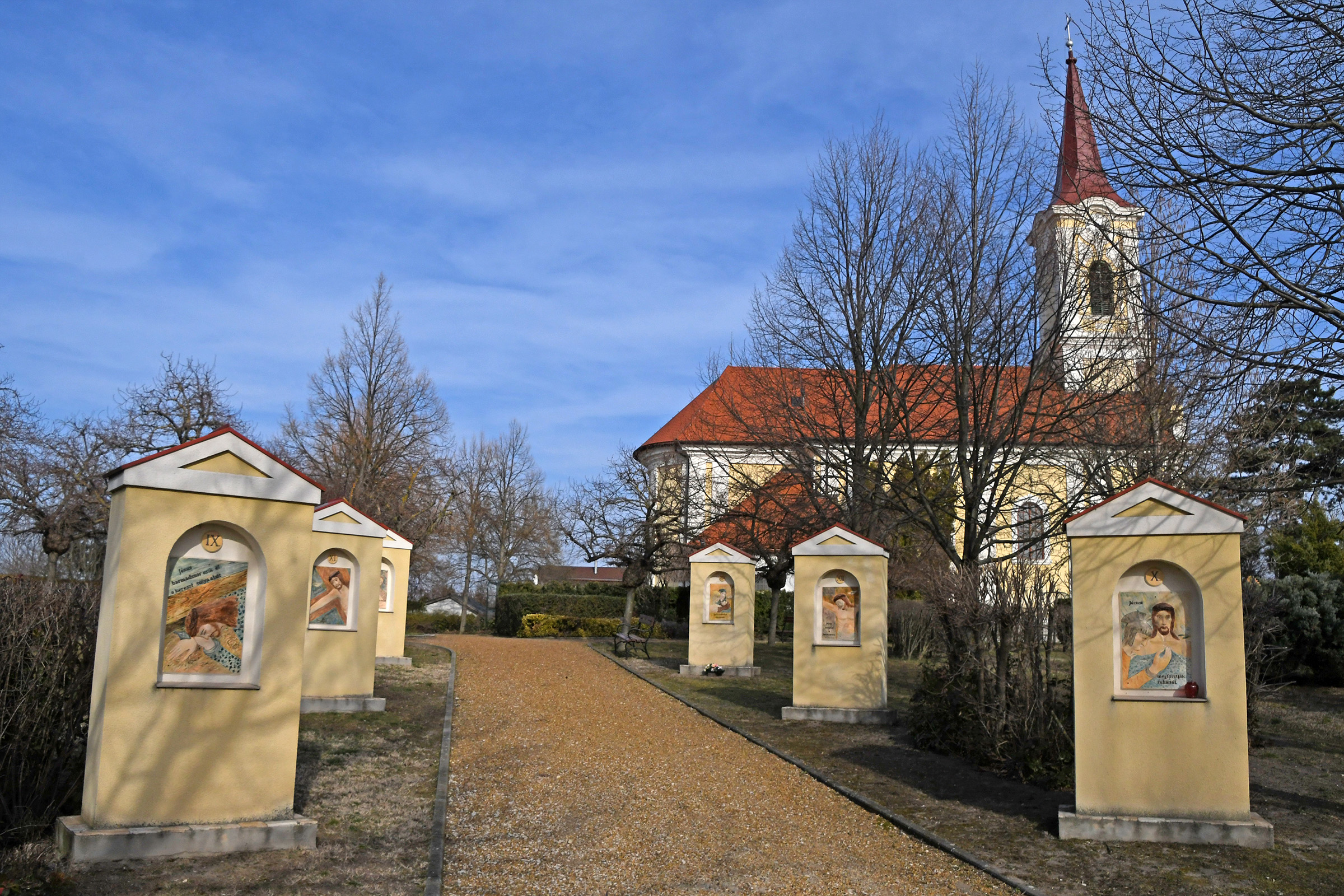
Vue de l'église en 2022
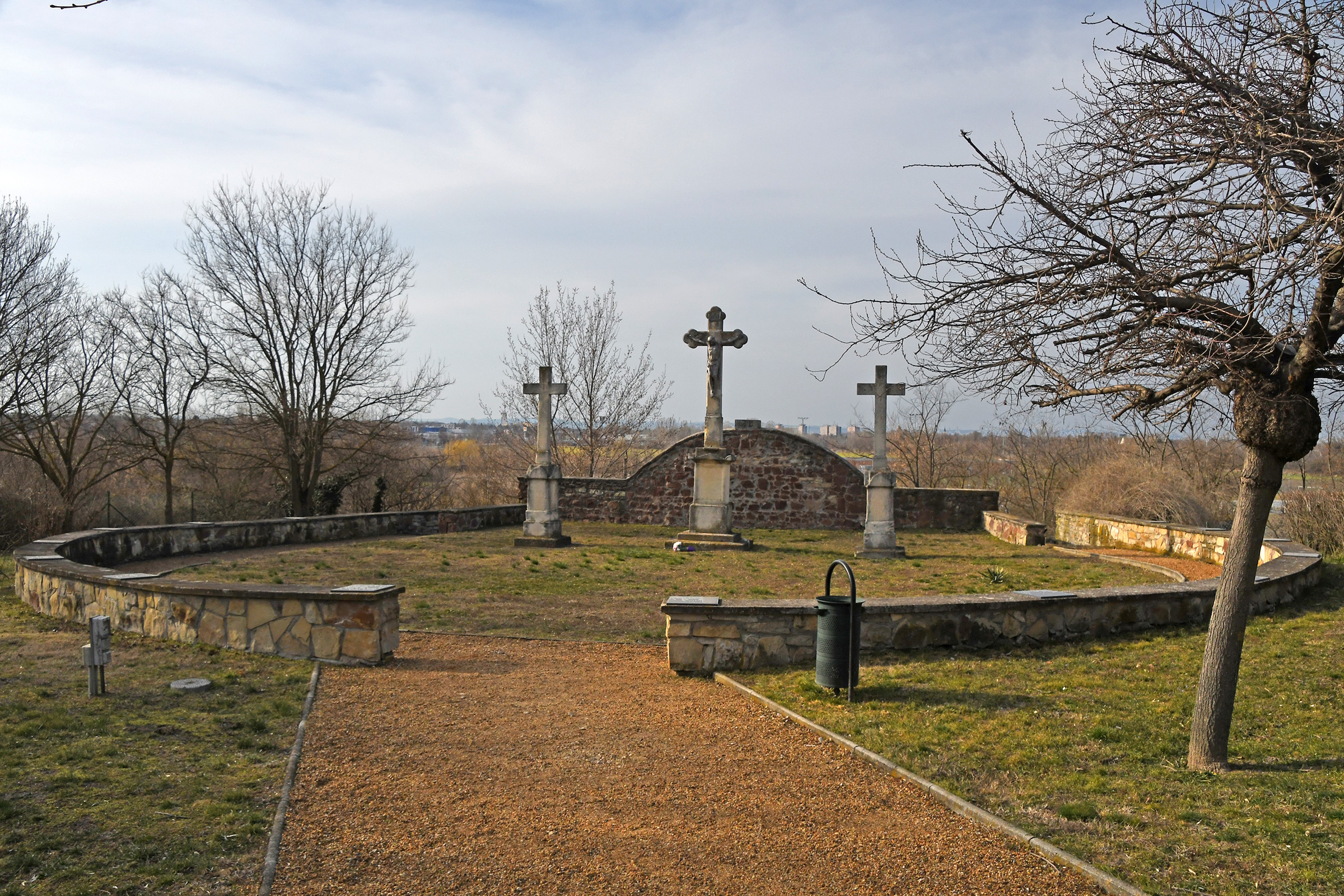
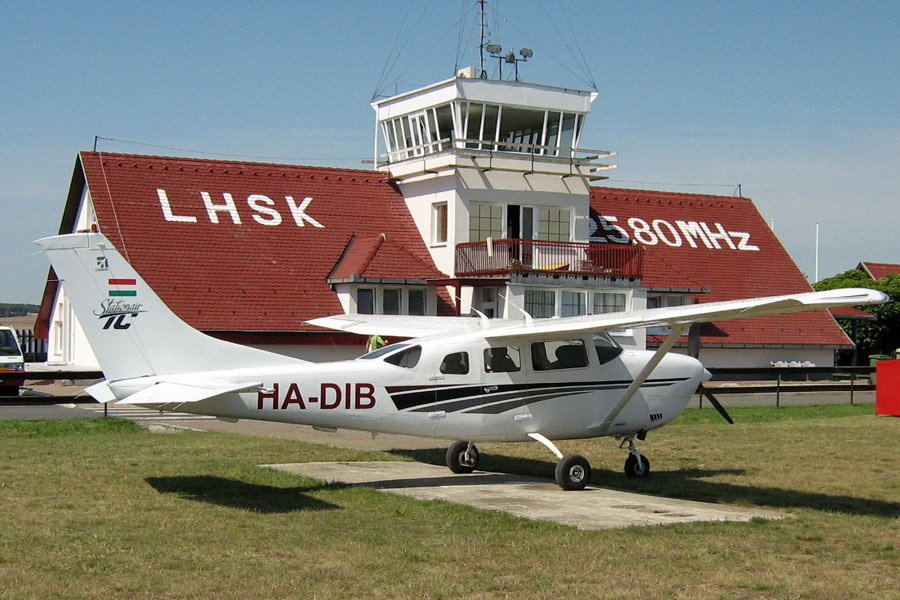
Aérodrome de Balatonkiliti.